# Алексейки (Витебская область)
Алексе́йки (бел. Аляксе́йкі) — деревня в Дубровенском районе Витебской области Республики Беларусь. В составе Волевковского сельсовета.

## География
Расположена в 29 км от Дубровно, 87 км от Витебска. Ближайшие населённые пункты в 1 км Кротики, 2 км Паценьки, 3 км Ляды, Волевки.

## История
В 1910 году в Холбнянской волости Горецкого уезда Могилёвской губернии.

## Население

### Численность
- 2009 год — 9 жителей

### Динамика
- 1910 год — 27 дворов, 99 мужчин, 75 женщин[2]
- 1999 год — 27 жителей (перепись населения)
- 2009 год — 9 жителей (перепись населения)[2]

## Улицы
- Центральная